# Esteban D. Ruiz
Esteban Doroteo Ruiz Bartaburu (Paysandú, Uruguay, 5 de junio de 1894 - Montevideo, Uruguay, 2 de abril de 1984), conocido como Esteban D. Ruiz, fue un político y magistrado uruguayo, quien en su juventud se desempeñó como miembro del Concejo de Administración Departamental de Paysandú entre 1926 y 1929 por el Partido Nacional. Posteriormente abandonó la actividad política y desarrolló una carrera judicial de más de 30 años, la que culminó como miembro de la Suprema Corte de Justicia de su país entre 1962 y 1964.

## Primeros años
Nació en Paysandú el 5 de junio de 1894, hijo de Esteban Ruiz y de Carolina Bartaburu.
Estudió Derecho en la Universidad de la República, graduándose como abogado en 1924.

## Concejo Departamental de Paysandú
Adherente al Partido Nacional, en las elecciones celebradas el 29 de noviembre de 1925 fue electo miembro del Concejo de Administración Departamental de Paysandú (órgano colegiado que bajo la Constitución de 1918 cumplía las funciones ejecutivas de los gobiernos departamentales, en sustitución de las Intendencias) por dicho partido para el período 1926-1929.
Desempeñó la presidencia de dicho Concejo.

## Juez Letrado en el interior del país
En mayo de 1930 ingresó al Poder Judicial al ser designado Juez Letrado de Artigas. Pocos meses después, en octubre de 1930, fue trasladado al cargo de Juez Letrado de Salto.
En diciembre de 1936 fue nombrado Juez Letrado de Soriano y en diciembre de 1937 fue transferido al mismo cargo en Colonia.
Finalmente, culminó su actuación en el interior del país como Juez Letrado de Canelones a partir de junio de 1939.

## Juez Letrado en Montevideo
En abril de 1940 ascendió al cargo de Juez Letrado de Instrucción de Tercer Turno en Montevideo.
Un año y medio después, en octubre de 1941, pasó a desempeñarse como Juez Letrado en lo Civil de Sexto Turno.

## Tribunal de Apelaciones
En mayo de 1949 fue ascendido al puesto de integrante del Tribunal de Apelaciones de Segundo Turno, el que a partir de 1950, al crearse el primer Tribunal de Apelaciones en lo Penal, pasó a denominarse Tribunal de Apelaciones en lo Civil de Segundo Turno. Permaneció en dicho tribunal durante casi trece años.

## Suprema Corte de Justicia
El 28 de febrero de 1962 la Asamblea General lo eligió por 87 votos como integrante de la Suprema Corte de Justicia, junto a Hamlet Reyes y a Emilio Siemens Amaro, ocupando las vacantes dejadas por Álvaro Macedo, Rivera Astigarraga y Manuel López Esponda. Prestó juramento el mismo día.
Ruiz fue la última persona nacida en el siglo XIX en ingresar a la Suprema Corte. Ocupó la Presidencia de la misma durante el año 1963.
Cesó en su cargo como integrante de la Corte en junio de 1964, al cumplir los 70 años, edad límite establecida por la Constitución uruguaya para el ejercicio de cargos judiciales.
Las vacantes generadas por su cese y por los retiros -pocos días después- de Julio César de Gregorio y Luis Alberto Bouza fueron cubiertas en octubre del mismo año con las designaciones de Velarde Cerdeiras, Alberto Sánchez Rogé y Edenes A. Mallo.

## Vida personal. Fallecimiento
Esteban Ruiz falleció en Montevideo el 2 de abril de 1984, a los 89 años de edad.
Había contraído matrimonio en Paysandú, en 1922, con Ciriaca Josefina Chechile, nacida en 1893, quien lo sobrevivió un año y falleció en septiembre de 1985.
El matrimonio tuvo tres hijos: Raúl Esteban (Paysandú, 1922), Ulises Luis (Paysandú, 1927), y Josefina Carolina (Paysandú, 1930) Ruiz Chechile.